# Deborah Birx
Deborah Leah Birx (Pennsilvània, 4 d'abril de 1956) és una metgessa i diplomàtica estatunidenca. D'ençà del mes de març del 2020, és coordinadora del grup de treball per la lluita contra la pandèmia de Covid-19 de la Casa Blanca.
D'ençà del 2014, Birx és coordinadora mundial de la lluita contra la sida als Estats Units. També és responsable del programa presidencial de socors d'emergència contra la sida (PEPFAR) dels 65 països que tenen programes de tractament i prevenció d'aquesta malaltia.